# Charles M. Borchers
Charles Martin Borchers, född 18 november 1869 i Fairfield County i Ohio, död 2 december 1946 i Decatur i Illinois, var en amerikansk politiker (demokrat). Han var ledamot av USA:s representanthus 1913–1915.
Borchers efterträdde 1913 William B. McKinley som kongressledamot och efterträddes 1915 av företrädaren McKinley.
Borchers är begravd på Frantz Cemetery i Macon County i Illinois.